# Дворец Круликарня
Дворец Круликарня (пол. Królikarnia) — палладианская вилла в варшавском районе Мокотув, иначе известном как Круликарня. С 1965 года во дворце расположен музей, посвящённый польскому скульптору и художнику Ксаверию Дуниковскому.

## История

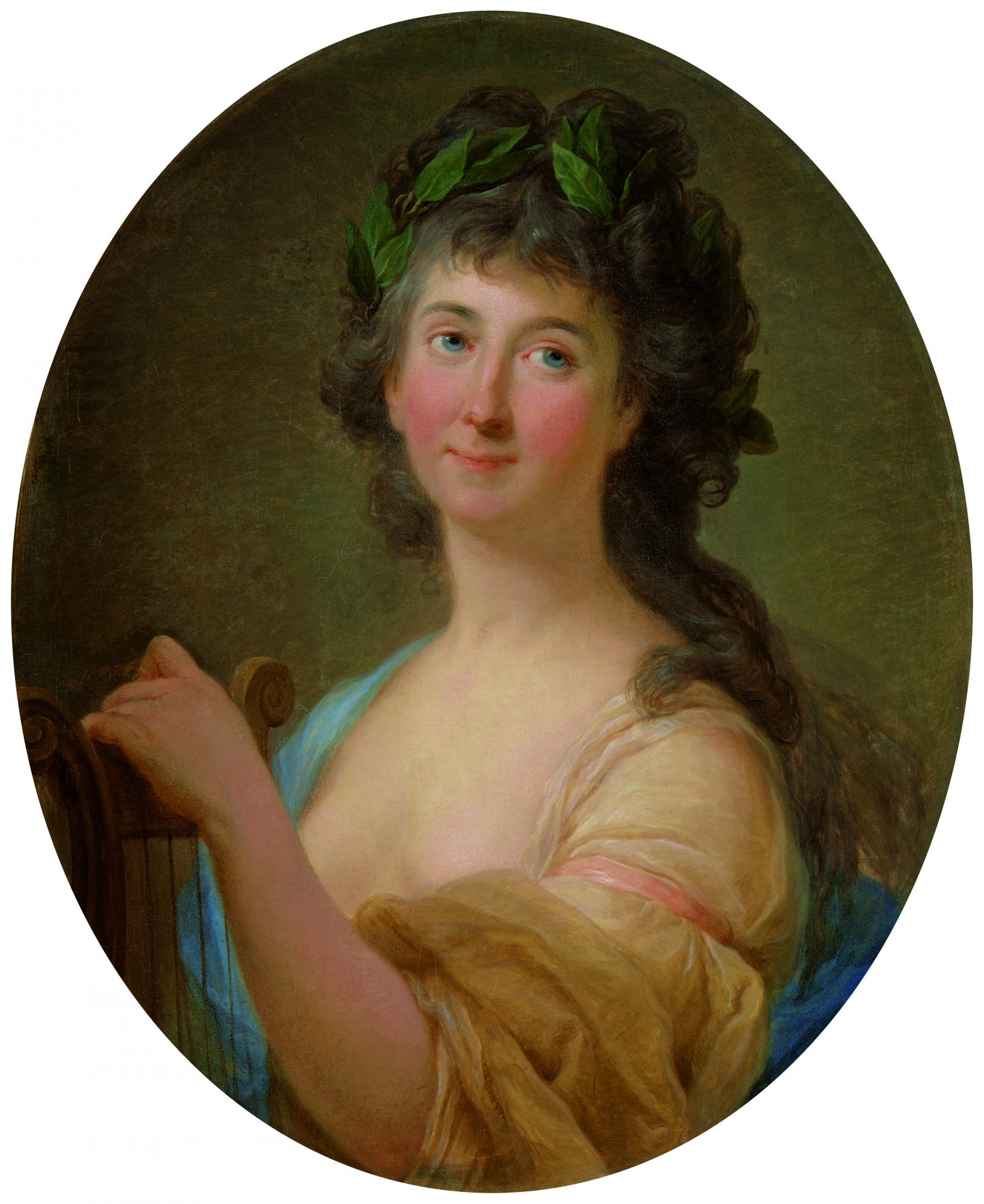
Портрет королевской любовницы Катерины Гаттаи Томатис, одной из самых известных обитателей дворца.

Своё название дворец получил из-за расположенных здесь ранее кролиководческой фермы и охотничьих угодий, принадлежавших в 1700-е годы королю Августу II Сильному
Дворец Круликарня был возведён для Кароля де Валери Томатиса, директора королевских театров Станислава Августа Понятовского, королевским архитектором Доменико Мерлини в парке на живописном склоне откоса на берегу Вислы. Он был построен между 1782 и 1786 годами. Это квадратное здание с куполом напоминает знаменитую Виллу Ротонду возле Виченцы архитектора Андреа Палладио. В своём владении граф Томатис построил пивоварню, кирпичный завод, корчму, мельницу, овин и сад с виноградником. Считается, что Томатис выполнял роль некого «сутенёра» для короля Станислава Августа Понятовского, чья «вилла в Круликарне было нечто немного большее, чем первоклассный бордель».
В 1794 году, во время восстания Костюшко, его лидер Тадеуш Костюшко обитал во дворце. В 1816 году усадьба приобретена Михаилом Иеронимом Радзивиллом, а в 1849 году — Ксаверием Пусловским, страстным коллекционером предметов искусства. В 1879 году часть здания была разрушена пожаром, и вскоре восстановлена архитектором Юзефом Хассом для семьи Пусловских.
Круликарня была полностью разрушена во время немецких бомбардировок в 1939 и 1944 годах. Дворец восстановлен в 1964 году для музея, посвящённого скульптору Ксаверию Дуниковскому.